# Torneo de las Cinco Naciones 1953
El Torneo de las Cinco Naciones de 1953 (Five Nations Championship 1953) fue la 59° edición del principal Torneo de rugby del Hemisferio Norte.
El campeón del torneo fue el seleccionado de Inglaterra.

## Clasificación
| Lugar | Selección  | Partidos | Partidos | Partidos  | Partidos | Puntos  | Puntos    | Puntos | Tabla de puntos |
| Lugar | Selección  | Jugados  | Ganados  | Empatados | Perdidos | A favor | En contra | dif.   | Tabla de puntos |
| ----- | ---------- | -------- | -------- | --------- | -------- | ------- | --------- | ------ | --------------- |
| 1     | Inglaterra | 4        | 3        | 1         | 0        | 54      | 20        | +38    | 7               |
| 2     | Gales      | 4        | 3        | 0         | 1        | 26      | 14        | +12    | 6               |
| 3     | Irlanda    | 4        | 2        | 1         | 1        | 54      | 25        | +29    | 5               |
| 4     | Francia    | 4        | 1        | 0         | 3        | 17      | 38        | -21    | 2               |
| 5     | Escocia    | 4        | 0        | 0         | 4        | 21      | 75        | -54    | 0               |

## Resultados
| 10 de enero | Francia | 11 - 5 | Escocia | París, |  |

| 17 de enero | Gales | 3 - 8 | Inglaterra | Cardiff, |  |

| 24 de enero | Irlanda | 16 - 3 | Francia | Belfast, |  |

| 7 de febrero | Escocia | 0 - 12 | Gales | Edimburgo, |  |

| 14 de febrero | Irlanda | 9 - 9 | Inglaterra | Dublín, |  |

| 28 de febrero | Inglaterra | 11 - 0 | Francia | Londres, |  |

| 28 de febrero | Escocia | 8 - 26 | Irlanda | Edimburgo, |  |

| 14 de marzo | Gales | 5 - 3 | Irlanda | Swansea, |  |

| 21 de marzo | Inglaterra | 26 - 8 | Escocia | Londres, |  |

| 28 de marzo | Francia | 3 - 6 | Gales | París, |  |

## Premios especiales
- Copa Calcuta:  Inglaterra